# Nicolau de Cusa
Nicolau de Cusa (alemany: Nikolaus Krebs, Nikolaus von Kues, Nicholas Kryffts)  (Bernkastel-Kues, 1401 - Todi, 11 d'agost de 1464) va ser un teòleg i filòsof tardomedieval, considerat el pare de la filosofia alemanya i personatge clau en la transició del pensament medieval al del Renaixement, un dels primers filòsofs de la modernitat.

## Biografia
Fill d'un ric comerciant, propietari de vaixells fluvials, de la ciutat de Kues (actual Bernkastel-Kues), el 1416 va anar a estudiar un any a la universitat de Heidelberg i, després cinc anys més a la universitat de Pàdua en la qual es va graduar en dret canònic el 1423. El 1425 va retornar a Alemanya per a ser professor de dret canònic de la universitat de Colònia en la qual, a més, va estudiar teologia i filosofia amb el professor Eimeric van de Velde, qui li va transmetre l'interès per Ramon Llull. La seva estança a Colònia no va ser gaire llarga perquè el 1427 ja estava treballant per l'arquebisbe de Trèveris. En aquesta època va actuar com un reformador i va establir amistat amb el cartoixà Johannes Rode i va rebutjar ofertes de la Universitat de Lovaina per a fer de professor a la recentment fundada universitat.
El 1435 va participar en el concili de Basilea posant-se al costat dels conciliaristes, tot i que més endavant va afluixar la seva oposició al papa. El 1436, va dirigir una ambaixada papal a Constantinoble per mirar d'aconseguir una reunificació amb l'Església Ortodoxa i va retornar el 1438. Durant els anys 1440's va aconseguir evitar el trencament entre l'imperi i el papat, motiu pel qual va ser elevat al cardenalat el 1449. El 1450 va ser nomenat bisbe de Brixen al Tirol (avui Itàlia), però les seves ànsies de reformes van tornar a provocar friccions amb el duc d'Habsburg, qui el va acabar capturant el 1459. El 1464 el conflicte es va donar per acabat quan Nicolau de Cusa va acceptar ser bisbe de Brixen en absència.
El 1464 va morir a Todi quan s'incorporava a la inútil creuada per recuperar Constantinoble dels otomans. Va ser enterrat a l'església de San Pietro in Vincoli de Roma però, seguint els seus desitjos, el seu cor va ser dipositat a la capella de l'hospital de la seva vila natal, que avui és un museu dedicat a la seva memòria, el Cusanus Stifft, on es conserva la seva biblioteca personal.

## Política
El 1433, Nicolau va proposar una reforma del Sacre Imperi Romanogermànic i un mètode per triar els Emperadors del Sacre Imperi Romanogermànic. Encara que no va ser adoptat per l'Església, el seu mètode va ser essencialment el mateix conegut avui com el comte de Borda, que s'utilitza en moltes institucions acadèmiques, concursos i fins i tot en algunes jurisdiccions polítiques, en forma original i amb diverses variacions. La seva proposta va precedir l'obra de Borda més de tres segles.
Les opinions de Nicolau sobre l'Imperi, que esperava reformar i reforçar, es van citar contra les reivindicacions papals de poder temporal als segles XVI i XVII. Els escriptors protestants estaven encantats de citar un cardenal contra les afirmacions de Roma. Els protestants, però, van trobar equivocats els seus escrits contra els hussites. Als protestants els semblava que Nicloau donava a l'església massa poder per interpretar l'Escriptura, en lloc de tractar-la com a autointerpretació i autosuficient per a la salvació, el principi de la sola scriptura.
El pensament del mateix Nicolau sobre l'església va canviar amb la seva marxa de Basilea. Va intentar argumentar que l'assemblea de Basilea no tenia el consentiment de l'església de tot el món, especialment dels prínceps. Llavors va intentar argumentar que l'església es va desplegar a partir de Pere (explicatio Petri). Això li va permetre donar suport al papa sense abandonar les idees de reforma. Així, va poder proposar a Pius II la reforma de l'església, començant pel mateix papa. Després es va estendre per la cúria romana i per la cristiandat.
Nicholas va assenyalar que el govern es va fundar amb el consentiment dels governats:
| « | En conseqüència, com que per naturalesa tots els homes són lliures, qualsevol autoritat que impedeix als súbdits fer el mal i la seva llibertat es limita a fer el bé per la por de les penes, prové únicament de l'harmonia i del consentiment dels súbdits, tant si l'autoritat resideix en llei escrita o en la llei viva que hi ha en el governant. Perquè si per naturalesa els homes són igualment forts i igualment lliures, el poder veritable i establert d'uns sobre els altres, el governant amb el mateix poder natural, només es podria establir per l'elecció i el consentiment dels altres, tal com també ho és una llei. establert per consentiment. | » |

## Altres religions
Poc després de la caiguda de Constantinoble el 1453, Nicolau va escriure De pace fidei, 'Sobre la pau de la fe'. Aquesta obra visionària va imaginar una reunió cimera al cel de representants de totes les nacions i religions. Hi estan representats l'islam i el moviment hussita a Bohèmia. La conferència coincideix que hi pot haver una religió in varietate rituum, una sola fe manifestada en diferents ritus, tal com es manifesta en els ritus orientals i occidentals de l'Església catòlica. El diàleg pressuposa la major precisió del cristianisme però té respecte per les altres religions. La posició de Nicolau era que els europeus no recuperessin Constantinoble sinó simplement comerciaven amb els otomans i els permetessin les seves conquestes. Menys irònic però no virulent, és la seva Cribratio Alchorani, Tamisant l'Alcorà, una revisió detallada de l'Alcorà en traducció llatina. Tot i que els arguments de la superioritat del cristianisme encara es mostren en aquest llibre, també atribueix al judaisme i l'islam la participació de la veritat almenys parcialment.

## Influència
Nicholas va ser molt llegit, i les seves obres es van publicar al segle xvi tant a París com a Basilea. Erudits francesos del segle xvi, com Jacques Lefèvre d'Étaples i Charles de Bovelles, el van citar. Lefèvre fins i tot va editar l'Òpera de París de 1514. No obstant això, no hi havia escola cusana, i les seves obres eren en gran part desconegudes fins al segle xix, encara que Giordano Bruno el va citar, mentre que uns quants pensadors, com Gottfried Leibniz, es pensava que havien estat influenciats per ell. Els estudiosos neokantians van començar a estudiar Nicolau al segle xix, i la Heidelberger Akademie der Wissenschaften va començar a fer noves edicions als anys trenta i va ser publicada per Felix Meiner Verlag. A principis del segle xx, Ernst Cassirer l'aclamava com el primer pensador modern i des d'aleshores molts debats s'han centrat al voltant de la qüestió de si hauria de ser considerat essencialment com una figura medieval o renaixentista. A més, Cassirer va presentar Cusanus com el principal punt focal (einfachen Brennpunkt) de la filosofia renaixentista italiana. Erudits eminents com Eugenio Garin i Paul Oskar Kristeller van desafiar la tesi de Cassirer i van arribar a negar pràcticament qualsevol vincle considerable entre Nicolau de Cusa i Marsilio Ficino o Giovanni Pico. En les dècades següents van aparèixer noves hipòtesis sobre la relació entre Cusanus i els humanistes italians, més equilibrades i centrades en les fonts.
Es poden trobar societats i centres dedicats a Nicolau a l'Argentina, el Japó, Alemanya, Itàlia i els Estats Units. La seva coneguda cita sobre la infinitat de l'univers es troba parafrasejada al Llibre Sagrat Central dels Thelemites, El Llibre de la Llei, que va ser rebut de l'Àngel Aiwass per Aleister Crowley al Caire l'abril de 1904: "En el l'esfera Jo sóc a tot arreu el centre, com ella, la circumferència, no es troba enlloc".

## Obra
Nicolau de Cusa parteix d'una idea per la qual entén que tot el creat, inclòs l'home, són imatge de Déu. Tot és manifestació d'un únic model, però no és una còpia, sinó un signe d'aquest Ésser Suprem. A través de les coses materials ens podem acostar al Ser Suprem, però l'Ésser Suprem és inassolible, perquè com la imatge no és perfecta l'Ésser Suprem és inassolible. “La veritat de la imatge no pot ser vista tal com és en si a través de la imatge perquè la imatge mai arriba a ser el model” tota perfecció ve de l'exemplar que és raó de les coses. Aquest és la manera com Déu relluïx en les coses. Com a conseqüència l'Absolut és incomprensible, ja que l'invisible no pot reduir-se al visible, l'infinit no es troba en el finit. Com dirà: “Perquè en Déu es produïx una contradicció” és degut al fet que Déu en l'Absolut i alhora és ho uneixo i múltiple. Nosaltres coneixem per comparança, per diferenciació, al separar una cosa d'una altra se sap que és cada cosa. Així per comparança s'adquireix el coneixement. Cal acostar-se a l'absolut des del concret que és visible, d'aquesta manera l'invisible es fa visible, almenys a través dels seus senyals. Déu és la síntesi de contraris, de la unitat i de la multiplicitat alhora. Per això Déu no és captat en cap objecte perquè cap objecte es limita, per això Déu és el no altre.
La ignorància d'una ment infinita enfront d'una finitud no és la indiferència. El reconeixement de la ignorància és una ignorància instruïda, docta. No obstant això la naturalesa intel·lectiva se sent atreta per conèixer l'incomprensible. Déu és inassolible, d'aquí el concepte clan del pensament de Nicolau de Cusa de Docta Ignorància.
L'expressió de les seves ideen fa referència als escrits de Ramon Llull.

### Obres publicades
Les seves principals obres (moltes d'elles reculls de sermons dispersos) són les següents:
- De concordantia catholica (1433-1434)
- De docta ignorantia (1440)
- De coniecturis (1440-1444)
- De quaerendo deum (1445)
- Apologia doctae ignorantiae (1449)
- Idiota de sapientia, de mente, de staticis experimentis (1450)
- De theologicis complementis (1453)
- De visione dei, De pace fidei (1453)
- De beryllo (1458)
- De principio (1459)
- De possest (1460)
- Cribratio Alkorani (1461)
- De li non aliud (1462)
- De ludo globi, de venatione sapientiae (1463)
- Compendium (1463, data probable)
- De apice theoriae (1464)

## Vegeu tembè
- Josep Castanyé NICOLAU DE CUSA: EL DÉU AMAGAT; LA RECERCA DE DÉU
- Universitat Niccolò Cusano , pàgina en italià